# Drepanosticta palauensis
Drepanosticta palauensis är en trollsländeart som beskrevs av Maurits Anne Lieftinck 1962. Drepanosticta palauensis ingår i släktet Drepanosticta och familjen Platystictidae. IUCN kategoriserar arten globalt som otillräckligt studerad. Inga underarter finns listade i Catalogue of Life.